# SH3BGR
SH3BGR (англ. SH3 domain binding glutamate rich protein) – білок, який кодується однойменним геном, розташованим у людей на короткому плечі 21-ї хромосоми. Довжина поліпептидного ланцюга білка становить 239 амінокислот, а молекулярна маса — 26 086.
| 10         |  | 20         |  | 30         |  | 40         |  | 50         |
| ---------- |  | ---------- |  | ---------- |  | ---------- |  | ---------- |
| MPLLLLGETE |  | PLKLERDCRS |  | PVDPWAAASP |  | DLALACLCHC |  | QDLSSGAFPD |
| RGVLGGVLFP |  | TVEMVIKVFV |  | ATSSGSIAIR |  | KKQQEVVGFL |  | EANKIDFKEL |
| DIAGDEDNRR |  | WMRENVPGEK |  | KPQNGIPLPP |  | QIFNEEQYCG |  | DFDSFFSAKE |
| ENIIYSFLGL |  | APPPDSKGSE |  | KAEEGGETEA |  | QKEGSEDVGN |  | LPEAQEKNEE |
| EGETATEETE |  | EIAMEGAEGE |  | AEEEEETAEG |  | EEPGEDEDS  |  |            |

A: Аланін

C: Цистеїн

D: Аспарагінова кислота

E: Глутамінова кислота

F: Фенілаланін

G: Гліцин

H: Гістидин

I: Ізолейцин

K: Лізин

L: Лейцин

M: Метіонін

N: Аспарагін

P: Пролін

Q: Глутамін

R: Аргінін

S: Серин

T: Треонін

V: Валін

W: Триптофан

Задіяний у такому біологічному процесі, як альтернативний сплайсинг. 